# Ван Хуейфен
Ван Хуейфен (кит.: 王会凤, нар. 24 січня 1968) — китайська фехтувальниця на рапірах, срібна призерка Олімпійських ігор 1992 року.

## Виступи на Олімпіадах
| Олімпіада      | Дисципліна           | Місце |
| -------------- | -------------------- | ----- |
| Барселона 1992 | індивідуальна рапіра | 2     |
| Барселона 1992 | командна рапіра      | 6     |
| Атланта 1996   | індивідуальна рапіра | 29    |
| Атланта 1996   | командна рапіра      | 7     |